# 주리스본 마카오 경제무역대표부
주리스본 마카오 경제무역대표부(중국어: 澳門駐里斯本經濟貿易辦事處, 포르투갈어: Delegação Económica e Comercial de Macau, em Lisboa, 준말: DECM (Lisboa))는 중화인민공화국 마카오 특별행정구 정부가 포르투갈 리스본에 설치한 마카오 경제무역대표부이자 행정장관 직속 기구이다.
포르투갈에서 마카오 특별행정구 정부를 대표하는 기구이며 마카오와 포르투갈 간의 관계를 담당한다. 포르투갈령 마카오 시대였던 1988년 3월 28일에 설립된 주리스본 마카오 대표부(중국어: 駐里斯本澳門聯絡處, 포르투갈어: Missão de Macau em Lisboa)가 전신이다. 2000년 10월 23일에 주리스본 마카오 경제무역대표부 설립에 관한 《마카오 특별행정구 행정법규 제37/2000호》에 따라 정식 설립되었다.

## 임무
주리스본 마카오 경제무역대표부는 다음과 같은 임무를 수행한다.
- 포르투갈에서 마카오 특별행정구의 이익을 보호하고 마카오가 포르투갈과의 관계를 유지하도록 지원한다. 또한 포르투갈에 소재한 기관, 기업, 공공 또는 민간 기관의 관계에서 마카오 특별행정구의 경제 및 무역 이익을 향상시킨다.
- 포르투갈에서 마카오 특별행정구의 사회·문화 현황을 소개한다. 마카오와 포르투갈 간의 관광, 문화 교류를 발전시키고 특히 포르투갈 시장에서 마카오 특별행정구를 관광 목적지로 추천하는 역할을 한다.
- 포르투갈에서 현지 인력에 대한 교육을 지원하고 포르투갈과 마카오 특별행정구에서 현지 인력을 양성하기 위해 공공 기관 또는 민간 기관이 협력한다.
- 마카오 특별행정구의 공무원, 마카오 특별행정구의 공공 또는 개인 실체 및 마카오 특별행정구의 이해 관계가 있는 공공 또는 개인 실체를 지원한다.
- 마카오 특별행정구 정부의 자료 수집 활동 지원을 제공한다.

## 같이 보기
- 주베이징 마카오 특별행정구 정부 판사처
- 마카오 경제문화판사처
- 주브뤼셀·유럽 연합 마카오 경제무역대표부
- 주세계무역기구 마카오 경제무역대표부